# Czerwony spągowiec

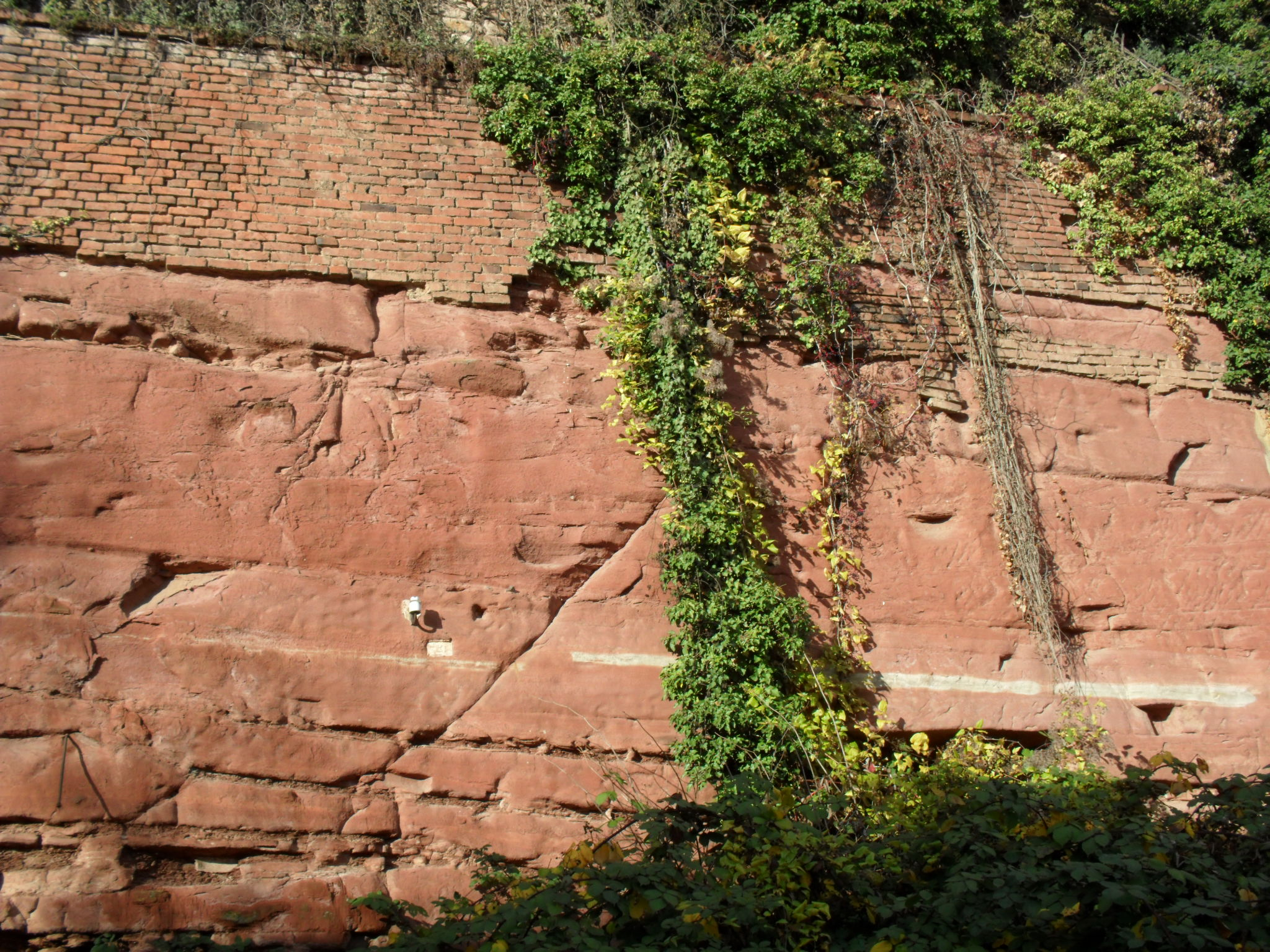
Piaskowiec z kompleksu czerwonego spągowca, Niemcy

Czerwony spągowiec (niem. Rotliegendes) – nazwa kompleksu permskich skał osadowych pochodzenia lądowego i skał wulkanicznych powstałych w permie w basenie sedymentacyjnym, obejmującym znaczne obszary Europy Północnej i Środkowej (np. Niż Polski). Mają one różną pozycję stratygraficzną, jednak przeważnie obejmują perm dolny i środkowy. W obrębie czerwonego spągowca wydziela się dwa nieformalne piętra: autun i sakson.
Utworami czerwonego spągowca są lądowe osady okruchowe; piaskowce, zlepieńce, brekcje i arkozy zabarwione przeważnie na czerwono, zawierające czasami pokłady węgla kamiennego. Wśród tych skał osadowych występują różnorodne skały wulkaniczne, m.in. bazalty, trachybazalty, andezyty, trachyandezyty, ryolity oraz ich tufy. Skały wulkaniczne tworzą pokrywy lawowe oraz intruzje subwulkaniczne. Szeroko rozprzestrzenione są również pokrywy skał piroklastycznych (np. ignimbryty ryolitowe).
Ze względu na swoją porowatość utwory czerwonego spągowca stanowią skały zbiornikowe dla złóż ropy naftowej i gazu ziemnego (szczególnie na Niżu Polskim).
W Polsce utwory czerwonego spągowca odsłaniają się na powierzchni w Sudetach (niecka śródsudecka i północnosudecka) oraz w okolicach Krzeszowic (martwica karniowicka, zlepieniec myślachowicki, tufy filipowickie, ryolity, trachybazalty) i w Sławkowie.